# Joey Franco
Joey Franco (New York, 2 agosto 1951) è un batterista statunitense, conosciuto soprattutto per aver il suo contributo nei gruppi Good Rats e Desperado.

## Biografia
Joe inizia la sua carriera suonando in alcuni pub di New York, per poi diventare il batterista dei Good Rats. Dopo aver registrato sei album con le rispettive tournée, Joe ha continuato a suonare con artisti come Chilliwack, Twisted Sister, e Widowmaker. Tra concerti di gruppo, Joe ha registrato e chitarristi in tour con Vinnie Moore, Blues Saraceno, Leslie West, e il leggendario bassista dei Cream, Jack Bruce.